# Мадинат-Зайид
Мадинат-Зайид (араб. مَـدِيْـنَـة زَايِـد‎) — город в эмирате Абу-Даби, в Объединённых Арабских Эмиратах (ОАЭ), административный центр региона Эд-Дафра (до 2017 года — Эль-Гарбия, Западный регион).

## География
Мадинат-Зайид расположен в 170 км к юго-востоку от столицы эмирата Абу-Даби и в 50 км от побережья. Главная дорога — E 45, которая соединяет город с трассой E 11 на севере и с оазисом Лива на юге. Другая важная дорога ведёт к Хайяти. В окрестностях города находится газовое месторождение Хабшан.

## История
Мадинат-Зайид был основан в 1968 году эмиром Абу-Даби, шейхом Зайдом ибн Султаном.

## Спорт
В городе базируется футбольный клуб «Эд-Дафра», выступающий в главной лиге ОАЭ.